# This (Ardenes)
This és un municipi francès situat al departament de les Ardenes i a la regió del Gran Est. L'any 2007 tenia 196 habitants.

## Demografia

### Població
El 2007 la població de fet de This era de 196 persones. Hi havia 70 famílies de les quals 12 eren unipersonals (4 homes vivint sols i 8 dones vivint soles), 12 parelles sense fills, 42 parelles amb fills i 4 famílies monoparentals amb fills.
La població ha evolucionat segons el següent gràfic:
Habitants censats

### Habitatges
El 2007 hi havia 76 habitatges, 69 eren l'habitatge principal de la família, 5 eren segones residències i 2 estaven desocupats. 71 eren cases i 5 eren apartaments. Dels 69 habitatges principals, 55 estaven ocupats pels seus propietaris, 11 estaven llogats i ocupats pels llogaters i 4 estaven cedits a títol gratuït; 2 tenien dues cambres, 5 en tenien tres, 12 en tenien quatre i 50 en tenien cinc o més. 55 habitatges disposaven pel capbaix d'una plaça de pàrquing. A 20 habitatges hi havia un automòbil i a 39 n'hi havia dos o més.

### Piràmide de població
La piràmide de població per edats i sexe el 2009 era:
| Homes | Edats   | Dones |
| ----- | ------- | ----- |
| 0     | 95 o +  | 0     |
| 4     | 90 a 94 | 0     |
| 0     | 85 a 89 | 0     |
| 0     | 80 a 84 | 0     |
| 0     | 75 a 79 | 12    |
| 0     | 70 a 74 | 0     |
| 4     | 65 a 69 | 4     |
| 4     | 60 a 64 | 4     |
| 0     | 55 a 59 | 8     |
| 8     | 50 a 54 | 4     |
| 12    | 45 a 49 | 8     |
| 4     | 40 a 44 | 4     |
| 8     | 35 a 39 | 8     |
| 8     | 30 a 34 | 8     |
| 4     | 25 a 29 | 8     |
| 0     | 20 a 24 | 4     |
| 12    | 15 a 19 | 0     |
| 4     | 10 a 14 | 4     |
| 4     | 5 a 9   | 8     |
| 4     | 0 a 4   | 12    |

## Economia
El 2007 la població en edat de treballar era de 123 persones, 98 eren actives i 25 eren inactives. De les 98 persones actives 92 estaven ocupades (54 homes i 38 dones) i 6 estaven aturades (4 homes i 2 dones). De les 25 persones inactives 8 estaven jubilades, 12 estaven estudiant i 5 estaven classificades com a «altres inactius».

### Ingressos
El 2009 a This hi havia 76 unitats fiscals que integraven 205 persones, la mediana anual d'ingressos fiscals per persona era de 20.117 €.

### Activitats econòmiques
Dels 6 establiments que hi havia el 2007, 1 era d'una empresa de fabricació d'altres productes industrials, 1 d'una empresa de construcció, 2 d'empreses de comerç i reparació d'automòbils i 2 d'empreses de serveis.
L'únic servei als particulars que hi havia el 2009 era un taller de reparació d'automòbils i de material agrícola.
Els 2 establiments comercials que hi havia el 2009 eren drogueries.
L'any 2000 a This hi havia 7 explotacions agrícoles.

## Poblacions més properes
El següent diagrama mostra les poblacions més properes.